# Луна-13
«Луна-13» — советская автоматическая межпланетная станция (АМС) для изучения Луны и космического пространства.
21 декабря 1966 года осуществлён пуск ракеты-носителя «Молния», которая вывела на траекторию полета к Луне АМС «Луна-13». Первоначально станция была выведена на околоземную орбиту с параметрами: наклонение орбиты — 51,8°; период обращения — 88,4 минуты; перигей — 171 километр; апогей — 223 километра, а затем стартовала в сторону Луны. 24 декабря 1966 года станция «Луна-13» совершила мягкую посадку на поверхность Луны в Океане Бурь в точке с координатами 62°3' западной долготы и 18°52' северной широты. 
Станция действовала в течение 4 дней до 28 декабря и передала на Землю три фото-панорамы лунной поверхности при высоте Солнца 6, 9 и 32 градуса. Кроме того, станция была оснащена грунтомером-пенетрометром, радиационным плотномером и динамографом, с помощью которых было проведено первое в истории инструментальное исследование плотности и прочности поверхностного слоя лунного грунта (реголита).